# Gulurejo
Gulurejo is een bestuurslaag in het regentschap Kulon Progo van de provincie Jogjakarta, Indonesië. Gulurejo telt 6622 inwoners (volkstelling 2010).